# Walter White
Walter White (pe numele său complet: Walter Hartwell White Sr.) este un personaj fictiv, protagonistul serialului american Breaking Bad. El este interpretat de Bryan Cranston. În serial, Walter White este un profesor de chimie diagnosticat cu cancer pulmonar în stadiul 3A, care decide să producă împreună cu fostul său elev, Jesse Pinkman, metamfetamină. El ia această decizie pentru a își putea plăti tratamentul medical și pentru a lăsa familiei sale bani în cazul decesului său. Pe măsură ce serialul progresează, el va adopta porecla de Heisenberg pentru identitatea sa de traficant de droguri.